# 黒薔薇 刑事課強行犯係 神木恭子
『黒薔薇 刑事課強行犯係 神木恭子』（くろばら けいじかきょうこうはんかかり かみききょうこ）は、二上剛による日本の小説。
「第2回本格ミステリーベテラン新人発掘プロジェクト」受賞作品。

## テレビドラマ
2017年からテレビ朝日系で放送されている刑事ドラマシリーズ。主演は貫地谷しほり。
第2弾『黒薔薇2〜刑事課強行犯係 神木恭子』が2019年9月22日に放送。

### キャスト

#### 主人公と相棒
神木恭子
演 - 貫地谷しほり（幼少期：岡﨑愛莉）
経歴：警視庁東京臨海警察署刑事課強行犯係（第1作）
→ 警視庁黒川警察署警務課（第2作）
階級は巡査。第1作のラストで辞表を提出するが折原に破り捨てられて黒川署勤務になる。刑事ではなく内勤の警務課勤務になるが本人は満足している。折原を陰で「ゴリラ」と呼んでいる。家族は亡き父の祐介と綾子。
折原圭作
演 - 岸谷五朗
経歴：警視庁東京臨海警察署刑事課強行犯係（第1作）
→ 警視庁黒川警察署刑事課強行犯係（第2作）
主任刑事。階級は巡査部長。恭子の提出した辞表を破り捨てる。第2作で恭子と同じ黒川署勤務になるが恭子が警務課に勤務していることを不満に思い強引に捜査に引っ張り出す。
自らを「正義の味方」と自称し、恭子とのコンビを「正義のコンビ」と呼んでいる。

#### その他
木下宏
演 - 木下ほうか
経歴：警視庁東京臨海警察署鑑識係（第1作）
→ 警視庁鑑識課（第2作）
折原に捜査本部の情報を伝える情報屋的存在。だが折原に「人には言えないあれやこれ。」を握られているため、折原に逆らえない。
神木祐介
演 - 石井英明
恭子の父。警視庁東京臨海警察署の元刑事。故人。
神大寺義経
演 - ミッツ・マングローブ
バー「メロス」のママ。
神木綾子
演 - 丘みつ子
恭子の母。祐介の妻。

#### ゲスト
第1作（2017年）
- 警察関係者

- 瀬名靖史（警視庁刑事部長・警視長） - 中村俊介
- 矢野順一（警視庁東京臨海警察署刑事課強行犯係 係長） - 西岡德馬
- 槙春彦（警視庁東京臨海警察署刑事課強行犯係 刑事・旧姓「飯田」） - 吹越満
- 尾山隆（警視庁捜査一課 刑事） - 神尾佑
- 大野和之（警視庁捜査一課） - 並樹史朗
- 湊信二（警視庁捜査一課 刑事） - 中薗光博
- 警視庁東京臨海警察署 署長 - 本田清澄
- 警視庁東京臨海警察署 署員 - 豊田一也
- 警視庁捜査一課 刑事 - 高橋秀行
- 警視庁捜査一課 刑事 - 坂田直貴
- 警視庁東京臨海警察署 署員 - 薬師寺順

- その他

- 安本恒吉（無職） - でんでん
- 乾義男（安本の甥・無職・前科者） - 阿部進之介
- 小谷三郎（老人ホーム事務長） - 東根作寿英
- 兼崎リサ（安本の孫） - 松尾薫
- 安本智美（安本の元妻・茂美の妹・音信不通） - 松田沙紀
- 川原朋子（山王ビルサービス総務部 社員） - 阿南萌花
- 良子（明子の姉・英一郎のお手伝い） - 鈴木ひろみ
- 医師 - 大竹周作
- 山野井ユズル（元暴力団構成員・義男の刑務所時代に親しくしていた男） - 向野章太郎
- 飯田光司（槙の父・警視庁東京臨海警察署 元刑事・40年前死亡） - 岸本光正
- 乾泰治（義男の父・茂美の夫・行方不明） - 沼崎悠
- 家政婦 - 松田真知子
- 山王ビルサービス 社員 - 牟田浩二
- 柏木康正（山王ビルサービス 社長） - 天現寺竜
- 銀行員 - 眞弓葉詩
- 瀬名史子（英一郎の妻・靖史の養母） - 岩本多代
- 高宮明子（料亭「桂」女将） - 床嶋佳子
- 乾茂美（義男の母） - 野際陽子（第2作にも回想で出演〈特別出演〉）（若き日：かとうあつき）
- 瀬名英一郎（靖史の父・元警察幹部で現建設会社の顧問） - 津川雅彦（第2作にも回想で出演〈特別出演〉）

第2作（2019年）
- 警察関係者

- 島垣雅也（警視庁鑑識課 検視官室係員・巡査部長） - 川口覚
- 舟橋雄三（警視庁黒川警察署刑事課 刑事） - 永倉大輔
- 小川義久（警視庁黒川警察署 刑事課長） - 平賀雅臣
- 安岡章（警視庁鑑識課検視第一係 検視官・警視） - 宮本大誠
- 沼健吾（警視庁鑑識課 検視官） - 青山勝
- 松尾隆志（警視庁緑山警察署 刑事・折原の先輩） - 山﨑進哉
- 西河信子（警視庁黒川警察署地域課 婦警） - 飯島順子
- 中村春夫（警視庁黒川警察署刑事課 刑事） - 中薗光博
- 鈴木友成（警視庁黒川警察署刑事課 刑事） - 佐藤誠
- 沖田（警視庁新宿東警察署 刑事） - 中野剛
- 井上（警官） - 山口友和
- 吉田（警官） - 白倉慎介
- 野際（警視庁鑑識課 検視官） - 柴田次郎
- 辻井幸則（警視庁捜査一課長・警視正） - 柳葉敏郎

- その他

- 安岡美幸（安岡の妻） - 高橋かおり
- 安岡麻衣子（安岡と美幸の娘） - 喜井琴美
- 西条俊和（情報屋） - 伊嵜充則
- 和田智子（民生委員） - かとうあつき
- 吉川大輔（吉川行政書士事務所 所長・蔵元正子の甥） - 瀬戸将哉
- 石野洋輔（孤独死した老女の息子） - 吉田滉
- ペガサス警備保障 受付 - 川口凛
- 権藤（坂松組 幹部） - 青波信仁
- 木田（坂松組 組員） - 谷充義
- 大泉（坂松組 組員） - 児玉拓郎
- 坂松組 組員 - 鈴木孝之
- 班目クレジットサービス 社員 - 中松俊哉
- 浦辺敏行（警視庁緑山警察署刑事課 元刑事） - 赤屋板明
- 蔵元正子（2か月前に死亡した資産家） - 篠塚登紀子
- 岡田博（変死体） - 怪大王
- 中井優子（洋行商 社員・ビルから転落死） - 武本夏佳
- 班目淳（班目クレジットサービス 社長） - 小沢和義

### スタッフ
- 原作 - 二上剛（講談社刊）
- 脚本 - 春日光蔵
- 監督 - 和泉聖治
- 音楽 - 吉川清之
- ファイティングコーディネーター - 佐々木修平
- ガンエフェクト - 早川光
- 技術協力 - 東通、アップサイド
- 美術協力 - ケイエッチケイアート
- プロデューサー - 松本基弘（テレビ朝日 / 第1作）、大川武宏（テレビ朝日）、大江達樹（テレビ朝日 / 第2作）、中村和則（OHC）、岡崎道徳（OHC）
- 制作 - テレビ朝日、OHC（オフィス・ヘンミ・クリエイティブ）

### 放送日程
- 第1作は当初2017年3月19日の『日曜エンタ・最終回』にて放送予定だったが、渡瀬恒彦が3月14日に死去したことを受け、『タクシードライバーの推理日誌32』に差し替えられた[24]。

| 話数 | 放送日         | サブタイトル | 原作                                                                        | 脚本     | 監督     |
| ---- | -------------- | --- | --------------------------------------------------------------------------- | -------- | -------- |
| 1    | 2017年12月16日 | 悪魔と言われた女〜40年封印された殺人!! 警察組織の暗闇に二人の刑事が挑む！                                            | 「黒薔薇」                                                                  | 春日光蔵 | 和泉聖治 |
| 2    | 2019年09月22日 | 元刑事が描く傑作小説ドラマ化第2弾!! 忖度しないタフな女&はぐれ刑事コンビ復活!! 警察組織の闇を暴く…消えた5億円の遺産！ | 「黒薔薇 刑事課強行犯係 神木恭子」 「ダーク・リバー 暴力犯係長 葛城みずき」 | 春日光蔵 | 和泉聖治 |